# Босфор
Босфор (на турски: İstanbul Boğazı – Истанбул Боазъ) е проток между Европа и Азия, свързващ Черно и Мраморно море. Заедно с Дарданелите, той свързва Черно море с Егейско море, което от своя страна е част от Средиземно море. Протокът разделя европейската част на Турция (Румелия) от азиатската (Анадола). Това е най-тесният проток в света, използван за международно корабоплаване. От двете му страни е разположен най-големият турски град Истанбул.
Намира се във вилает Истанбул. Бреговете му са гъсто населени: от 2-те му страни е разположен мегаполисът Истанбул, други селища от вилаета, множество вили и места за отдих, пристанища и предприятия.

## Етимология
Името на протока идва от гръцкото Βόσπορος, Боспорос – Пътят на юницата или Говежди брод. Според легендата, спасилата се от магията красавица Ио, любовница на Зевс, превърната в юница (крава) от Хера, възвърнала човешкия си образ веднага щом избягала от Азия и минала в Европа (в древността това е басейнът на р. Марица – Еврос), а самият проток, разделящ двата континента, бил наречен Пътят на юницата – Боспорос. 
Жителите на Истанбул го наричат просто „Боаз“ (проход, пролив), а местата от града, откъдето се виждат водите му – Boğaziçi (Боазичи е също име на известен университет в града).

## История
Босфорът се намира в сеизмично активна зона и неговата геологическа история не е изяснена докрай. Установено е, че през последните 500 000 години връзката между Средиземно и Черно море се е прекъсвала и възстановявала повече от 10 пъти Предмет на особен интерес е последното свързване, тъй като е било представено като катастрофално събитие, описвано като „потопът в Черно море“. Данните от различни изследвания (въглерод-14, биоразнообразие, изотопен състав) се съгласуват само приблизително, но консенсусът клони към датировка за събитието около 7000 г. пр.н.е., като разликата в нивата на водите от север и юг е била около 40 m.

## География
Дължината на протока е 31 km. Максималната ширина в северната му част е 3700 m, а минималната – 750 m (между крепостите Анадолухисар и Румелихисар. Дълбочината в средата на протока варира от 36 до 124 m. Представлява древна речна долина, потопена в морето през антропогена. Бреговете му са предимно високи и стръмни. Има удобни естествени пристанища, най-доброто от които е в залива Златния рог на европейския му бряг, близо до изхода му в Мраморно море. Най-малката дълбочина на фарватера му е 33 m, а максималната до 80 m. В протока има 2 течения – повърхностно, в което водата тече от Черно към Мраморно море и пренася годишно около 325 km³ черноморска вода със соленост 18‰ и дълбочинно, което тече в обратната посока, от юг на север. То пренася около 175 km³ вода от Мраморно в Черно море със соленост 38‰.
Проливът Босфор е един от най-труднопроходимите проливи в света заради интензивното движение на преминаващи кораби, фериботи, малки съдове, течение до 6 възела и резки изменения на времето през есенно-зимния период. Много корабопритежатели препоръчват на капитаните да използват лоцмани за преминаване през Босфора.
Над Босфора са изградени три моста:
- Босфорският мост (1560 m) е завършен през 1973 г.
- Фатих Султан Мехмет (1510 m) е завършен през 1988 г. и е разположен на 5 km северно от „Боазичи“
- Явуз Султан Селим (2164 m) е завършен през март 2016 г. и е разположен на 15 km северно от „Фатих Султан Мехмед“

Под Босфора минават два тунела:
- На 29 октомври 2013 г. е открит железопътният тунел „Мармарай“, минаващ под Босфора и съединяващ европейската и азиатска части на Истанбул. Дължината му е 13,6 km, a максималната дълбочина – 56 m.
- На 22 декември 2016 г. е открит автомобилният тунел „Евразия“ между районите Казлъчешме и Гьозтепе (дължина 14,5 km, от които 5,4 km под пролива, на дълбочина 106 m). [8]

## Стратегическо значение
Босфорът е единственият път за България, Грузия, Румъния, Русия (югозападна част) и Украйна за достигане до Егейско и Средиземно море. Следователно суверенитетът над проливите е важен въпрос за тези страни, както и за Турция, държавата, през която Босфорът всъщност протича.
Турция не получава такси за преминаване на кораби през пролива. Армията на Турция има широки правомощия в съответствие с условията на Конвенцията от Монтрьо. От 2021 г. командването на Босфора е разположено на брега на Босфора и военните кораби, свързани с командването, са закотвени във водите на Босфора.
Разположен на полуостров в пресечната точка на Черно море, Босфора и Мраморно море, Истанбул исторически е бил един от най-защитените и най-трудните за превземане градове от римско време до Османската империя. Разделен от Босфора, той е един от малкото междуконтинентални градове в света.

## Галерия
- Изглед към европейската част на Истанбул от южната част на Босфора.
- Изглед към европейската част на Истанбул от Босфора.
- Изглед от входа на Босфора от Мраморно море, както се вижда от Топкапъ сарай.
- Панорамен изглед към Босфора, както се вижда от европейска страна, с Фатих Султан Мехмет (мост) (1988) на ляво и Босфорски мост (1973) вдясно.
- Панорама на Истанбул с моста Фатих Султан Мехмет (1988).
- Дворецът Долмабахче на Босфора.
- Изглед от Топкапъ сарай на Босфора.
- Изглед към Босфора от хотел Мармара, Таксим.
- Румелихисар (Румелийскa крепост) в далечината и един от трите моста, които минават над протока.
- В Истанбул има 620 исторически къщи край Босфора от османски времена. Показаната е на Ахмет Расим паша.
- Историческа сграда.
- Историческа сграда.
- Историческа сграда.
- Рибни ресторанти по крайбрежието на Босфора.
- Османски къщи  Ялъ  по крайбрежието на Босфора.
- Османски къщи  Ялъ  по крайбрежието на Босфора.
- Османски къщи  Ялъ  по крайбрежието на Босфора.